# Regulamentul UE privind exploatarea lemnului
| Regulamentul Parlamentului European și al Consiliului de stabilire a obligațiilor care revin operatorilor care introduc pe piață lemn și produse din lemn nr. 995/2010 Adoptat de Parlamentul European și Consiliu Adoptat în temeiul articolului 192 alineatul (1) Referință în Jurnalul Oficial L 295, 12.11.2010, p. 23-34 |
| Istoric |
| Adoptat : 20 octombrie 2010 Se aplică de la : 3 martie 2013 |
| Texte pregătitoare |
| Avizul Comitetului Economic și Social : JO C 2009/318 P 88 Poziția Parlamentului European : JO C 2009/184E P 145 2009/184E s. 145 Poziția Parlamentului European : adoptată la 7.7.2010 Propunerea Comisiei : COM 2008/0644 Final znení Procedura de codecizie Poziția Consiliului; JO C 2010/114E P 17                       |
| Alte acte normative |
| Modifică: 52008PC0644 |

Regulamentul UE privind lemnul (EUTR – Regulamentul (UE) nr. 995/2010]) este un regulament al Uniunii Europene din 20 octombrie 2010 menit să contracareze comerțul cu lemn și produse din lemn recoltat ilegal în cadrul UE. Acesta interzice introducerea pe piața UE a lemnului și produselor din lemn recoltat ilegal și stabilește obligații pentru operatori. Regulamentul se aplică în toate statele membre ale UE de la 3 martie 2013.

### Context
Exploatarea ilegală a lemnului – recoltarea lemnului într-un mod care încalcă legislația sau reglementările din țara de recoltare – are un grav impact economic, de mediu și social asupra unora dintre cele mai valoroase păduri ale lumii și asupra comunităților care depind de ele. Aceasta duce la pierderi de venituri, subminează eforturile operatorilor legali și este asociată cu despădurirea, declinul biodiversității și emisia de gaze cu efect de seră, precum și cu conflictele privind terenurile și resursele, alături de slăbirea puterii comunităților indigene.
UE este o importantă piață de export pentru țări în care nivelurile de ilegalitate și slaba guvernare din sectorul forestier sunt printre cele mai grave. Permițând introducerea pe piața UE a lemnului și produselor din lemn potențial provenite din surse ilegale, țările UE susțin, în esență, practica exploatării ilegale.
Pentru a aborda această problemă, în 2003, UE a elaborat Planul de acțiune FLEGT (aplicarea legislației, guvernarea și comerțul în domeniul forestier), care cuprinde o serie de măsuri pentru a exclude de pe piețe lemnul exploatat ilegal, pentru a îmbunătăți aprovizionarea cu lemn exploatat legal și pentru a spori cererea de produse provenite din lemn exploatat în mod responsabil. EUTR și acordurile de parteneriat voluntar (acorduri comerciale cu țările exportatoare de lemn care contribuie la prevenirea introducerii pe piața europeană a lemnului exploatat ilegal) sunt cele două elemente-cheie ale planului de acțiune.

### Prezentare generală
Pentru a contracara exploatarea ilegală a lemnului la nivel mondial, EUTR interzice introducerea pe piața UE a lemnului recoltat ilegal și a produselor provenite din acesta. Regulamentul îi împarte pe cei care fac afaceri cu lemn sau produse din lemn în două categorii: operatori și comercianți. Fiecărei categorii îi revin obligații distincte.
Operatorii – definiți în regulament ca fiind cei care introduc pentru prima dată lemn sau produse din lemn pe piața UE – trebuie să exercite diligența necesară („due diligence”). Comercianții – definiți în EUTR ca fiind cei care vând sau cumpără lemn ori produse din lemn deja introduse pe piața UE – trebuie să păstreze informații privind furnizorii și clienții pentru ca aceștia să fie ușor de urmărit.

### Diligența necesară („due diligence”)
Operatorii trebuie să exercite diligența necesară atunci când introduc lemn sau produse din lemn pe piața UE, pentru a minimiza riscul de a utiliza lemn recoltat ilegal sau produse care conțin astfel de lemn. 
Cu alte cuvinte, aceasta însemnă că trebuie să implementeze un sistem de gestionare a riscurilor cu trei componente:
-informare: operatorul trebuie să aibă acces la informații privind lemnul și produsele din lemn, țara de recoltare (și, dacă este cazul, regiunea subnațională și concesiunea), speciile de lemn, cantitatea, detaliile furnizorului, precum și la informații privind conformitatea cu legislația națională;
-evaluarea riscurilor: operatorul trebuie să evalueze riscul de a utiliza lemn exploatat ilegal în lanțul său de aprovizionare, pe baza informațiilor identificate mai sus și ținând seama de criteriile stabilite în EUTR;
-atenuarea riscurilor: dacă evaluarea arată că riscul de a utiliza lemn exploatat ilegal în lanțul de aprovizionare nu este neglijabil, acesta poate fi atenuat prin măsuri ulterioare, cum ar fi solicitarea de informații și verificări suplimentare din partea furnizorului.

Operatorii pot alege să își dezvolte propriul sistem de diligență necesară („due diligence”) sau să folosească un sistem elaborat de o organizație de monitorizare.

### Produse vizate
Intră sub incidența regulamentului atât lemnul și produsele din lemn provenite din UE, cât și cele importate din afara UE. Printre produsele vizate se numără: produsele din lemn masiv, pardoselile, placajele, celuloza și hârtia etc. Produsele reciclate și cele din hârtie tipărită, cum ar fi cărțile, revistele și ziarele, nu sunt vizate.
Dacă lemnul și produsele din lemn fac obiectul unor licențe FLEGT sau al unor permise CITES valide, acestea sunt considerate conforme cu cerințele EUTR.
O listă cuprinzătoare a produselor care intră sub incidența actului legislativ poate fi consultată în anexa la EUTR: http://eur-lex.europa.eu/LexUriServ/LexUriServ.do?uri=CELEX:32010R0995:RO:NOT
Cei care vând sau cumpără lemn ori produse din lemn pentru uz personal nu sunt vizați de EUTR.

### Aplicare
Regulamentul UE privind lemnul este obligatoriu în fiecare țară a UE. Entitatea legislativă din fiecare țară stabilește sancțiuni eficiente, proporționale și disuasive pentru a asigura conformitatea cu EUTR. În fiecare țară există o autoritate competentă care coordonează aplicarea regulamentului. Puteți găsi autoritatea competentă din țara dumneavoastră aici: http://ec.europa.eu/environment/forests/pdf/list_competent_authorities.pdf

### Legislație secundară
La 23 februarie 2012, Comisia Europeană a adoptat Regulamentul delegat (UE) nr. 363/2012 al Comisiei de stabilire a normelor de procedură pentru recunoașterea și retragerea recunoașterii organizațiilor de monitorizare.
În plus, la 6 iulie 2012, Comisia Europeană a adoptat Regulamentul de punere în aplicare (UE) nr. 607/2012 pentru a asigura aplicarea uniformă a EUTR în întreaga UE. Acesta detaliază măsurile de evaluare și atenuare a riscurilor din cadrul sistemului de diligență necesară (sistemul „due diligence”), precum și frecvența și natura controalelor derulate de autoritățile competente ale statelor membre, vizând organizațiile de monitorizare.